# Sloanea terniflora
El huesillo (Sloanea terniflora) es una especie que pertenece a la familia Elaeocarpaceae, algunos de sus nombres comunes son: Terciopelo, Mameicillo, Casaco.

## Clasificación y descripción
Es un árbol de hasta 30 m de alto, la corteza es de rojo, lisa o áspera, o a veces negra y fisurada. Hojas alternas de (1,8) 3,2–12,8 (–20,6) cm de largo y (1,5–) 2,1–5,3 (–7,3) cm de ancho, ápice emarginado u ocasionalmente redondeado; estípulas lineares, 2–6 mm de largo, caducas. Inflorescencias dicasios (que se desarrollan dos ramas laterales con flores, llamadas cima bípara) de 3 (–5) flores en los brotes nuevos, eje principal 1,7–3,9 cm de largo, brácteas lineares, 1–2,5 (–4,6) mm de largo y 0,2–0,8 mm de ancho; los sépalos miden (3) 4 (5), 5–8 mm de largo y 2,8–5 mm de ancho, carnosos, rojo obscuros; los estambres miden aproximadamente 2,3–4,5 mm de largo, con filamentos de 0,5–1,3 mm de largo, antera más o menos lanceolada, miden de 1,1–2 mm de largo. Los frutos son cápsulas que miden 1,5–1,9 (–2,6) cm de largo y 1–1,5 cm de diámetro, de color café a rojizas o purpúreas, rojas por dentro, espinas de aproximadamente 1,3–2 (–3) mm de largo, con tricomas aguzados en el ápice, relativamente uniformes en tamaño y forma; semillas 1–3 por cápsula, 11–15 mm de largo y ca 6 mm de ancho, arilo anaranjado.

## Distribución y ambiente
Bosques secos semicaducos. Se encuentra a una altitud de 15 – 500 m s. n. m. se encuentran en México (Oaxaca, Tabasco, Chiapas), Guatemala, Belice, Honduras, El Salvador, Nicaragua, Costa Rica, Panamá, Colombia, Venezuela, Ecuador, Perú, Bolivia y Brasil.

## Estado de conservación
Madera empleada para leña y postes de cercas. Esta especie tiene una categoría de especie en Protección especial (PR) según la NOM-059-ECOL-2010.